# Crossogaster robertsoni
Crossogaster robertsoni är en stekelart som beskrevs av Van Noort 1994. Crossogaster robertsoni ingår i släktet Crossogaster och familjen fikonsteklar. Inga underarter finns listade i Catalogue of Life.